# Rhynchobatus djiddensis
Rhynchobatus djiddensis е вид акула от семейство Rhinobatidae. Видът е уязвим и сериозно застрашен от изчезване.

## Разпространение и местообитание
Разпространен е в Джибути, Египет, Еритрея, Йемен, Кения, Мозамбик, Оман, Саудитска Арабия, Сомалия, Судан, Танзания и Южна Африка.
Обитава крайбрежията и пясъчните дъна на полусолени водоеми, океани, морета и рифове. Среща се на дълбочина от 2 до 157,5 m, при температура на водата от 20,3 до 28,2 °C и соленост 34,1 – 35,4 ‰.

## Описание
На дължина достигат до 3,1 m, а теглото им е не повече от 227 kg.
Популацията на вида е намаляваща.